# Narita-Shinkansen
| Narita-Shinkansen        | Narita-Shinkansen    |
| ------------------------ | -------------------- |
| Streckenlänge:           | 65 km                |
| Spurweite:               | 1435 mm (Normalspur) |
| Stromsystem:             | 25 kV 50 Hz ~        |
| Streckengeschwindigkeit: | 200 km/h             |
|                          |                      |

Die Narita-Shinkansen (jap. 成田新幹線) war eine geplante japanische Hochgeschwindigkeitsstrecke zwischen Tokio und dem Flughafen Narita. Mit ihrem Bau wurde 1974 begonnen, musste aber auf Grund massiver Proteste der Bevölkerung 1983 wieder eingestellt werden. Mit dem offiziellen Abbruch des Projekts im Jahr 1987 ist die Narita-Shinkansen bis dato die einzige projektierte Shinkansen-Strecke, deren Umsetzung abgebrochen wurde.

## Geschichte
Als 1966 der Bau des Flughafens Narita vom ersten Sato-Kabinett beschlossen wurde, sahen die Planungen auch eine Eisenbahnanbindung des knapp 50 km östlich vom Stadtzentrum Tokios entfernten neuen Flughafens vor, die zum geplanten Eröffnungstermin im Jahr 1972 in Betrieb sein sollte. Zunächst wurden zwei konventionelle Strecken untersucht, von denen eine durch Japanische Staatsbahn (JNR) und eine durch die Keisei Electric Railway Company betrieben werden sollte. Die Planungen waren allerdings zur Flughafeneröffnung noch nicht abgeschlossen.

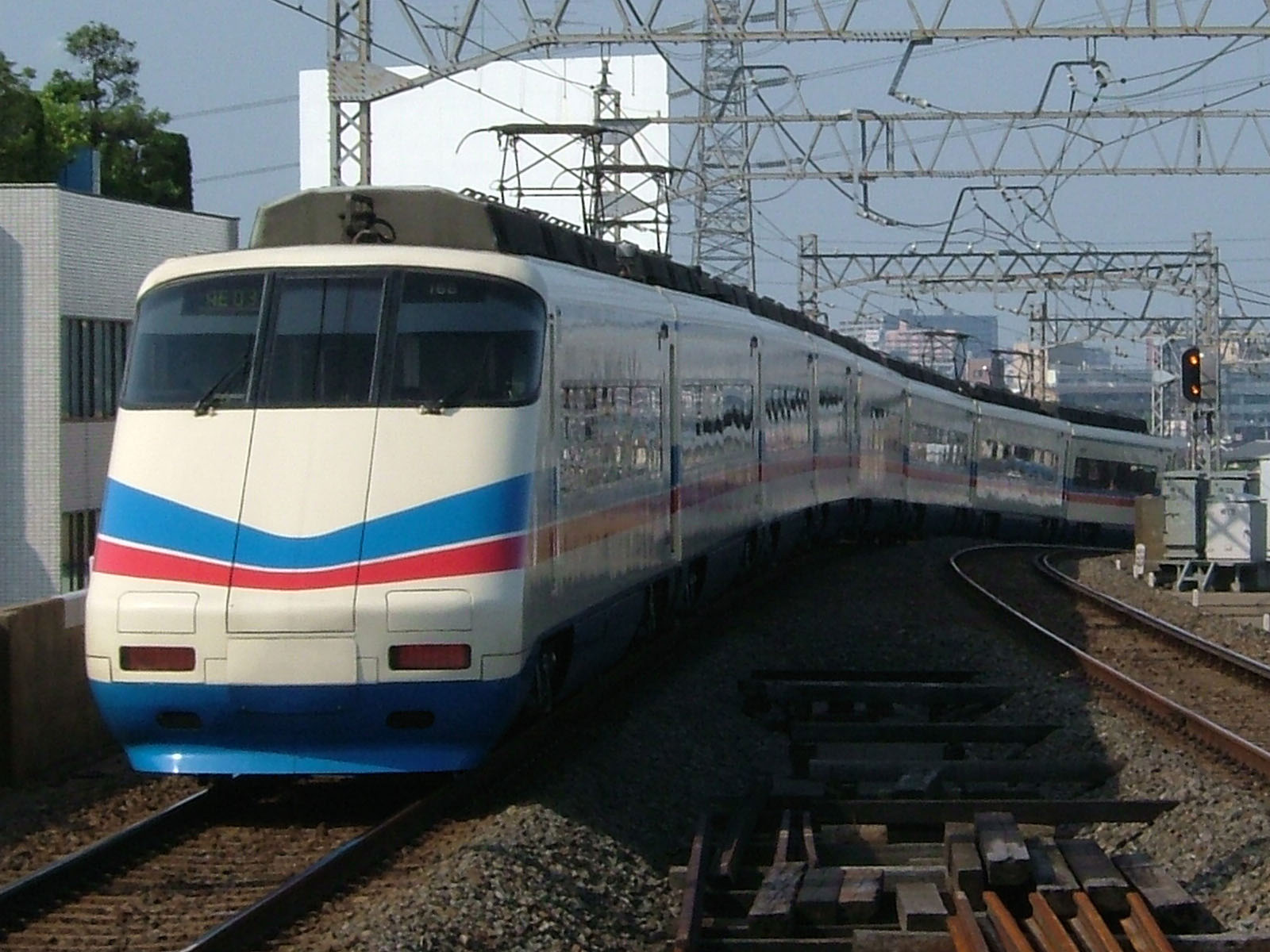
Keisei Skyliner, 2007

Keisei hatte bereits mit der Keisei-Linie eine Verbindung von Ueno zum Stadtzentrum Narita (circa acht km vom Flughafen entfernt) und beantragte daher 1969 den Bau eines Abzweiges zum neuen Flughafen. Die Planung wurde 1970 bewilligt und der 7,2 km lange Abzweig wurde 1972 fertiggestellt. Allerdings wurde die Flughafeneröffnung auf Grund erheblicher Schwierigkeiten beim Landerwerb und massiven Widerstand der anliegenden Bevölkerung auf 1978 verschoben. Die Keisei-Strecke hatte zudem ein weiteres Problem: Der Flughafenbahnhof wurde zwischen den beiden Terminals 1 und 2 errichtet, so dass die Fahrgäste für die letzten Meter zum Terminalgebäude auf Busse umsteigen mussten. Wenngleich der Umstieg nur wenige Minuten beanspruchte, war die Verbindung dadurch bei den Fahrgästen sehr unbeliebt, da die Skyliner-Verbindung von Keisei kaum schneller war als Shuttlebusse aus Tokio, die zudem direkt im Zentrum von Tokio hielten (der Bahnhof Ueno ist nordöstlich vom Zentrum gelegen).

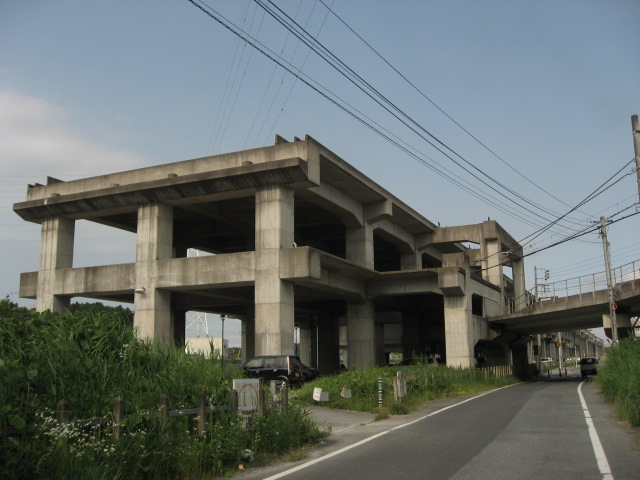
Das Ende des gebauten 9 km langen Teilstücks der Narita-Shinkansen, Tsuchiya (2008)

JNR hatte parallel zu den Untersuchungen für eine Anbindung des Flughafens an das konventionelle Schienennetz ihre Planungen für eine Hochgeschwindigkeitsstrecke begonnen. Die Planungen wurden 1972 bewilligt und sahen eine 65 km lange Trasse mit einem Stopp in Chiba New Town und einer Fahrzeit von circa 30 Minuten vor. Mit dem Bau wurde 1974 begonnen, allerdings kam es wie auch beim Flughafen selbst auf Grund der befürchteten Umweltbelastungen sowie den Enteignungsplanungen zu massiven Protesten der Anwohner und insbesondere der örtlichen Landwirte. Die Bauarbeiten zogen sich daher hin, bis sie 1982 eingestellt wurden. Bis zu diesem Zeitpunkt waren errichtet worden:
- ein 9 km langer Abschnitt ab Flughafen in Richtung Tokio bis Tsuchiya, Narita
- der unterirdische Flughafenbahnhof unter Terminal 1[2]
- unterirdische Bauvorleistungen am Bahnhof Tokio

Nach dem Bau-Moratorium 1982 wurden Alternativen für eine Anbindung des Flughafens an das Schienennetz untersucht. Die Expertenkommission schlug drei mögliche Lösungen vor, davon zwei als konventionelle Eisenbahnstrecken und eine Interimslösung bis zur Wiederaufnahme der Bauarbeiten für die Narita-Shinkansen. Allerdings wurde keiner dieser Vorschläge umgesetzt.
Auf Grund der extremen Verschuldungslage von JNR und dem ungebrochenen Widerstand der Bevölkerung, wurde bei der Privatisierung und Aufsplittung von JNR im Jahr 1987 entschieden, die Narita-Shinkansen nicht an die Nachfolgegesellschaften zu überschreiben, sondern die Planungen offiziell aufzugeben. Damit ist die Narita-Shinkansen die einzige Shinkansen-Planung, die aufgegeben wurde.

## Projektierter Streckenverlauf

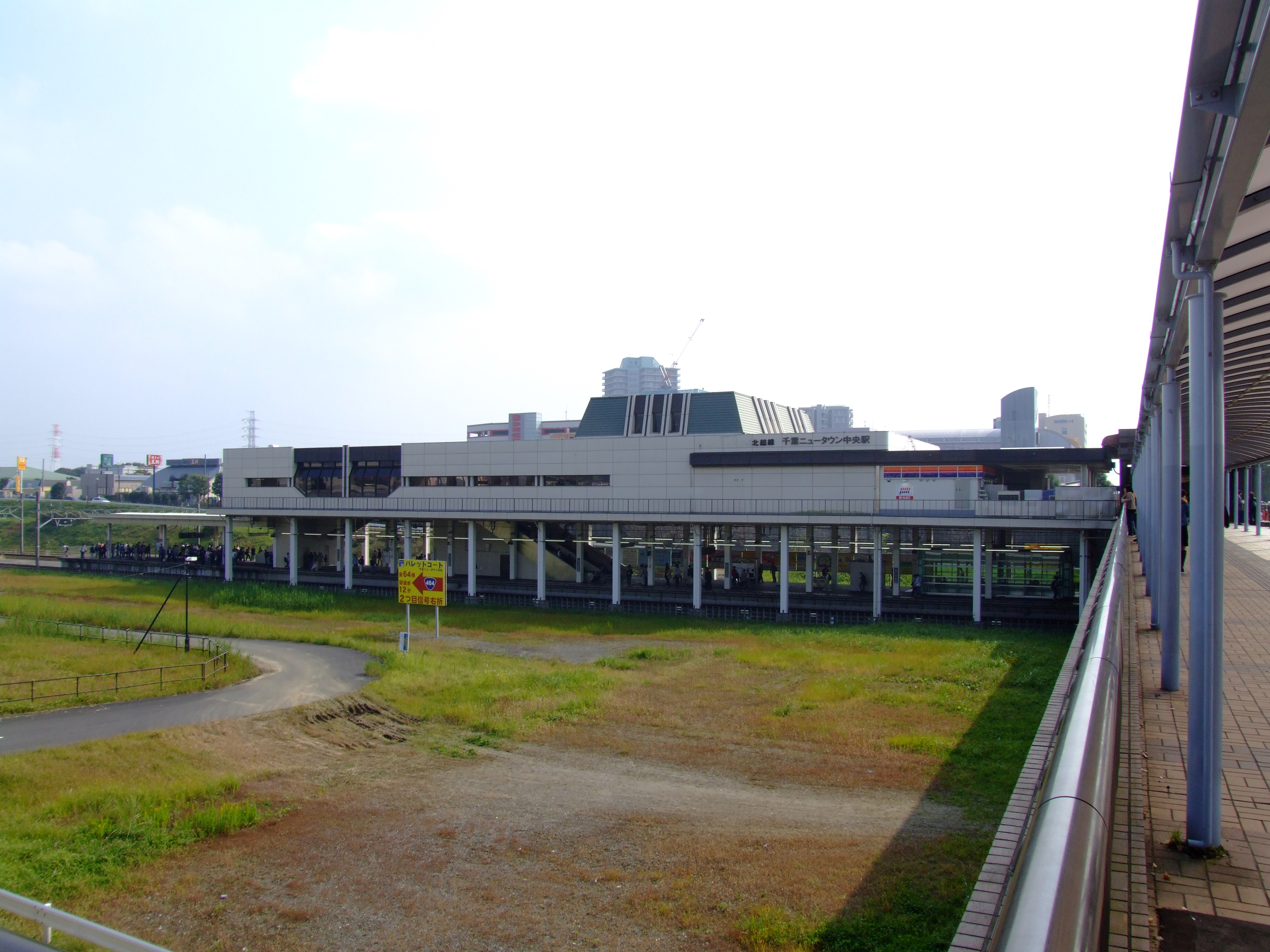
Flächenfreihaltung für die Shinkansen am Bahnhof Chiba New Town Zentrum

Die Narita-Shinkansen sollte unterirdisch am Bahnhof Tokio ihren Endpunkt in Tokio haben. Von dort sollte sie unterirdisch bis Etchūjima verlaufen. Anschließend sollte sie parallel zur Tōzai-Linie der Tōkyō Metro bis Funabashi geführt werden, von wo aus sie wieder unterirdisch bis Shiroi verlaufen sollte. Anschließend sahen die Planungen einen Halt in Chiba New Town vor, dem einzigen Zwischenhalt. Am Bahnhof Chiba New Town Zentrum gibt es bis heute eine Flächenfreihaltung für den Shinkansen-Bahnhof. Ab Chiba New Town sollte die Narita-Shinkansen durch den Ort Narita zum neuen Flughafen verlaufen, wo ihr Endbahnhof unterirdisch unter Terminal 1 errichtet wurde.
Für die gesamte Strecke sollten die Züge der Narita-Shinkansen bei maximal 200 km/h rund 30 Minuten benötigen. Der später eingeführte Narita Express (N'EX) benötigt von Narita nach Tokio etwa 53 Minuten.
Das Betriebswerk war in der Nähe des Bahnhofs Shimōsa-Manzaki der Narita-Linie geplant. Die Züge der Narita-Shinkansen sollten über eine eingleisige Verbindungsstrecke vergleichbar mit der Hakata-Minami-Linie zum Betriebswerk gelangen.

## Nachnutzung
Nach dem offiziellen Abbruch des Narita-Shinkansen-Projekts kündigte das Verkehrsministerium 1988 an, dass der ungenutzte unterirdische Flughafenbahnhof zugänglich für Keisei und JR East gemacht würde. Für die erforderlichen Umbauarbeiten sowie der Anschluss der für die Shinkansen errichteten Trasse an die Strecken von Keisei und JR East wurde eignes die Narita Airport Rapid Railway Co., Ltd. gegründet, die mit Kapital von JR East und Keisei ausgestattet wurde. Damit wurde sie das erste Public-Private-Partnership im japanischen Eisenbahnsektor. Die Umbauarbeiten starteten im März 1989 und am 19. März 1991 konnten die ersten Züge von JR East und Keisei im unterirdischen Flughafenbahnhof halten. Im Dezember 1992 wurde der Bahnhof unter Terminal 2 in Betrieb genommen. Mit der Inbetriebnahme der neuen Strecke führte JR East den Narita Express ein, der in direkter Konkurrenz zum Skyliner von Keisei steht, allerdings in Tokio bis Shinjuku durchgebunden wird.
Da sich die JR-Gesellschaften nach ihrer Privatisierung auf andere Projekte konzentrierten, wurde 2002 u. a. von der Flughafengesellschaft Narita die Narita Rapid Rail Access Co. Ltd. (jap. 成田高速鉄道アクセス株式会社) gegründet, um eine direkte, auf 160 km/h ausgelegte Hochgeschwindigkeitsstrecke von Tokio nach Narita mit dem Namen Narita Sky Access zu errichten. Die Bauarbeiten begannen im Jahr 2006 und wurden 2010 abgeschlossen. Von der nun 51,4 km langen Strecke sind 19,1 km Neubaustrecke auf dem vorbereiteten Shinkansen-Trasse; ansonsten wurde ein mitgenutzter Abschnitt der Hokusō-Linie ertüchtigt. Die Bestandsstrecken in der Zufahrt auf den Flughafen sowie die unterirdischen Bahnanlagen am Flughafen konnten unverändert genutzt werden. Insgesamt wurden ¥126 Milliarden investiert. Mit einer Fahrzeit von 36 Minuten bei maximal 160 km/h sind die ''Skyliner'' Züge nahezu gleich schnell, wie der Narita-Shinkansen gewesen wäre.
Wenngleich die Narita-Shinkansen nur in Teilstücken gebaut wurde, wurden die bereits erworbenen Flächen sowie die Baugenehmigungen an verschiedenen Stellen durch andere Linien genutzt. So wurde der geplante Tunnel vom Bahnhof Tokio nach Etchūjima später für die Keiyō-Linie gebaut. Auch in der Präfektur Chiba wurde eine Flächenfreihaltung später für die Hokusō-Linie genutzt.

## Zukunft

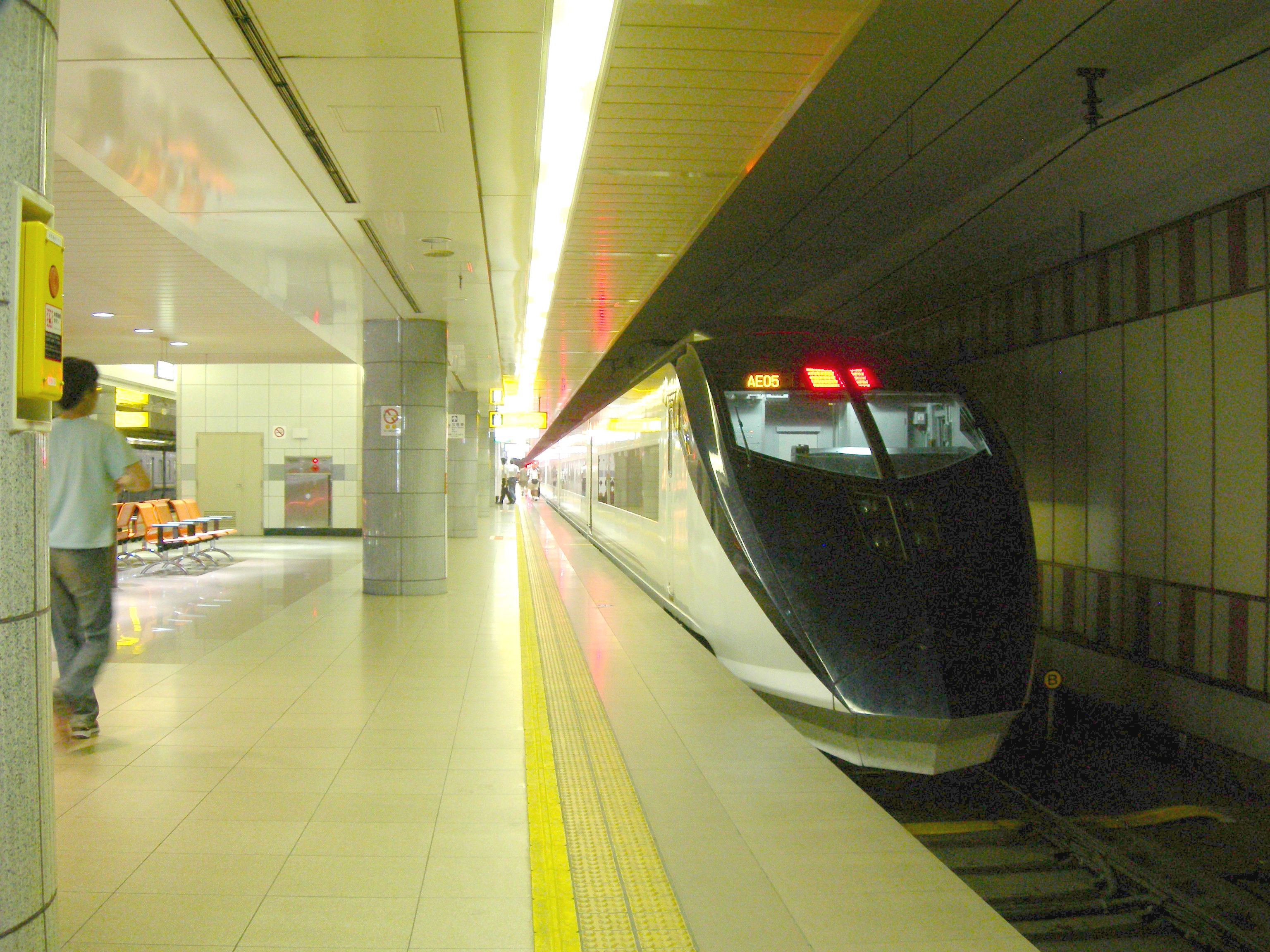
Keisei-Baureihe AE des Narita Sky Access am unterirdischen Flughafenbahnhof

Wenngleich es immer wieder Forderungen nach einer Wiederaufnahme der Bauarbeiten für die Narita-Shinkansen gab, ist eine Fertigstellung der Strecke nahezu ausgeschlossen. Neben dem fehlenden politischen Willen haben sich die Alternativangebote von N'EX und Skyliner etabliert.
Im Jahr 2003 wurden Untersuchungen gemacht, die Asakusa-Linie mit dem Hauptbahnhof Tokios zu verbinden, mit einem Gleisanschluss nördlich des Bahnhofs Takarachō. Dies würde den Narita Flughafen in 40 Minuten anbinden (versus den heutigen 57 Minuten), und Haneda Flughafen wäre in 25 Minuten erreichbar.